# Myrmoborus leucophrys
El hormiguero cejiblanco (en Colombia y Ecuador)  (Myrmoborus leucophrys), también denominado hormiguero de ceja blanca (en Perú) u hormiguero bejuquero (en Venezuela), es una especie de ave paseriforme de la familia Thamnophilidae perteneciente al género Myrmoborus. Es nativo de la mitad norte de América del Sur.

## Distribución y hábitat
Se distribuye a través de la mayoría de la cuenca amazónica, del escudo guayanés y en los contrafuertes de los Andes, con excepción de la región norte central y occidental de la Amazonia. Se encuentra en el norte de Bolivia, Brasil, sur y este de Colombia, este de Ecuador, Guayana francesa, Guyana, este de Perú, Surinam y oeste y sureste de Venezuela.
Esta especie, ampliamente difundida, es considerada bastante común en sus hábitats naturales: el sotobosque de bosques secundarios, clareras en regeneración, y en los bordes de selvas húmedas tropicales y subtropicales de terra firme y montanas (localmente en bambuzales), principalmente debajo de los 1100 m de altitud.

## Descripción
Mide cerca de 13,5 cm de longitud. El macho es gris pizarra, con la garganta y cara negras y una banda blanca en la cabeza, sobre los ojos. La hembra presenta las partes superiores color castaño, mejillas negras; la garganta blanca; pecho y abdomen blancuzcos y la banda de la cabeza amarilla.

## Sistemática

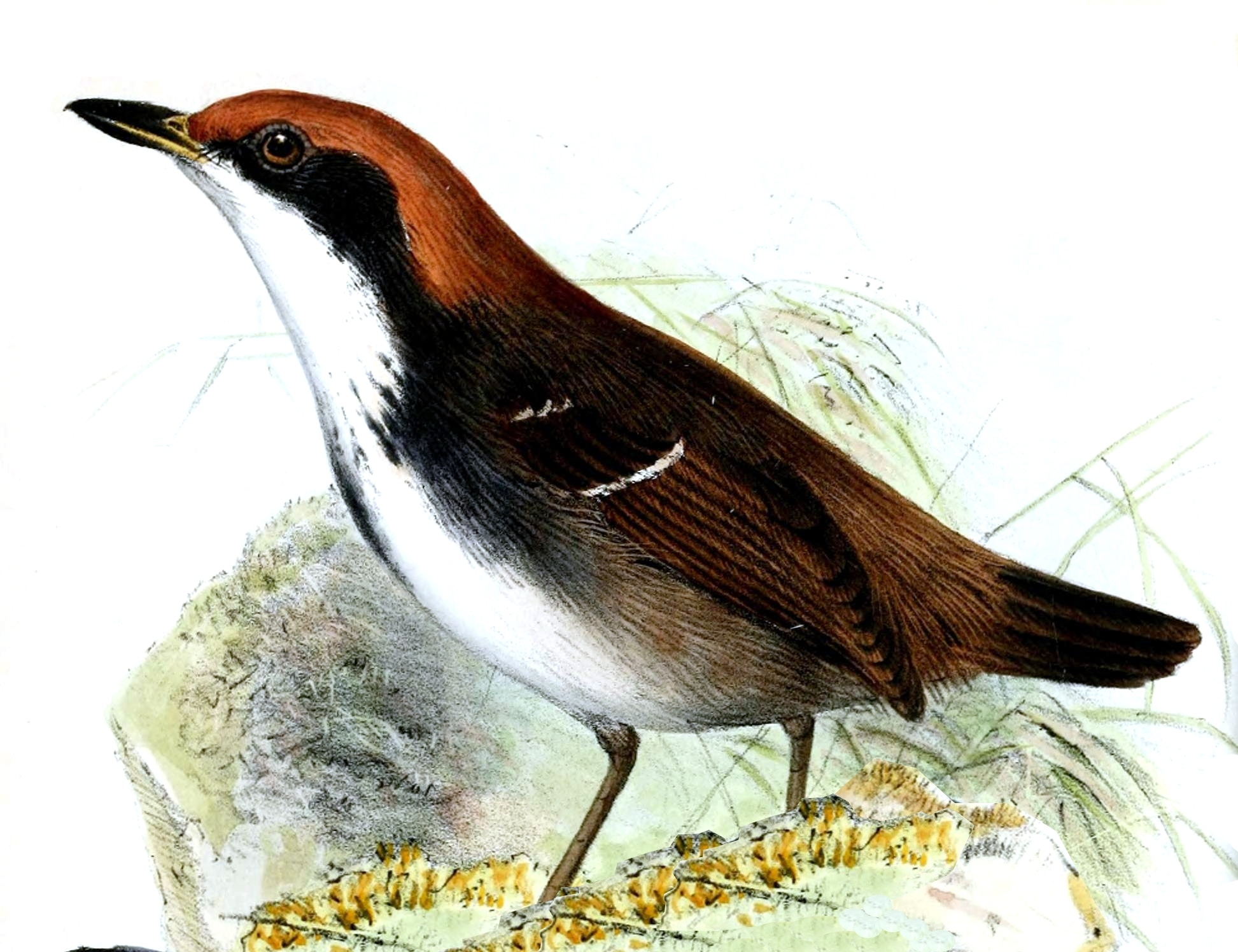
Pithys erythrophrys = Myrmoborus leucophrys erythrophrys, hembra, ilustración de Wolf para Proceedings of the Zoological Society of London, 1854.

### Descripción original
La especie M. leucophrys fue descrita por primera vez por el naturalista suizo Johann Jakob von Tschudi en 1844 bajo el nombre científico Pythis leucophrys; la localidad tipo es: «Montaña de Vitoc, Junín, Perú».

### Etimología
El nombre genérico masculino «Myrmoborus» se compone de las palabras del griego «murmos» que significa ‘hormiga’ y «borus» que significa ‘devorar’; y el nombre de la especie «leucophrys», se compone de las palabras del griego «leukos» que significa ‘blanco’  y «ophrus» que significa ‘ceja’.

### Taxonomía
Las subespecies pueden constituir más de una especie, mientras algunas parecen representar apenas variaciones clinales o individuales del plumaje, y algunas características del plumaje son aparentemente inconstantes. Adicionalmente, pueden existir poblaciones diferentes todavía no descritas dentro de su zona de distribución. Son necesarios más estudios. Aves del centro de Brasil y norte de Bolivia, descritas como la subespecie M. leucophrys griseigula J.T. Zimmer, 1932, parece que intergradan con la nominal y sus límites son inciertos, por lo que es tratada como un sinónimo de la nominal.

### Subespecies
Según las clasificaciones del Congreso Ornitológico Internacional (IOC) y Clements Checklist/eBird, se reconocen cuatro subespecies, con su correspondiente distribución geográfica:
- Myrmoborus leucophrys erythrophrys (P. L. Sclater, 1855) – ladera oriental de los Andes en el noroeste de Venezuela (Lara, Táchira, Barinas, Apure) y Colombia (excepto al sur del río Putumayo).
- Myrmoborus leucophrys angustirostris (Cabanis, 1849) – sur de Venezuela (Amazonas, Bolívar), las Guayanas y Brasil al norte del río Amazonas (margen norte entre los ríos Japurá y Negro, también norte de Roraima hacia el este hasta Amapá).
- Myrmoborus leucophrys leucophrys (Tschudi, 1844) – extremo sur de Colombia (al sur del Putumayo), este de Ecuador (en la pendiente oriental de los Andes o cerca), este de Perú (solamente en el norte en la pendiente oriental de los Andes o cerca, y también al este del río Ucayali), sur de la Amazonia brasileña (al este hasta el río Madeira, también en Pará desde ambas márgenes del Tapajós al este hasta el Tocantins, al sur hasta Acre, Rondônia y suroeste y norte de Mato Grosso) y noreste de Bolivia (Pando, La Paz, Beni, Cochabamba).
- Myrmoborus leucophrys koenigorum O’Neill & T. A. Parker, 1997 – centro de Perú (alto valle de Huallaga, en Huánuco).